# Anna Pelczar-Barwacz
Anna Maria Pelczar-Barwacz – polska matematyk, doktor habilitowana nauk matematycznych. Specjalizuje się w analizie funkcjonalnej oraz przestrzeniach Banacha. Adiunkt Katedry Analizy Funkcjonalnej Instytutu Matematyki Wydziału Matematyki i Informatyki Uniwersytetu Jagiellońskiego. Córka Andrzeja Pelczara.

## Życiorys
Matematykę ukończyła na Uniwersytecie Jagiellońskim w 1996, gdzie następnie rozpoczęła studia doktoranckie. Stopień doktorski uzyskała w roku 2000 broniąc pracy pt. O dychotomii Gowersa, przygotowanej pod kierunkiem Edwarda Tutaja. Habilitowała się na macierzystej uczelni w 2013.
Swoje prace publikowała w takich czasopismach jak m.in. „Proceedings of the American Mathematical Society”, „Studia Mathematica”, „Journal of Functional Analysis”, „Bulletin of the London Mathematical Society" oraz „Israel Journal of Mathematics".
Należy do Polskiego Towarzystwa Matematycznego.